# Karl von Reyher
Karl Friedrich Wilhelm von Reyher (Groß Schönebeck, 21 giugno 1786 – Berlino, 7 ottobre 1857) è stato un generale prussiano.
Nel 1848 fu ministro della guerra della Prussia nel governo presieduto da Ludolf Camphausen ed in seguito fu capo di Stato Maggiore.

## Biografia
Reyher era figlio di Johann Samuel Reyher, poeta ed insegnante. Già all'età di tredici anni dovette lasciare la scuola e trovare un lavoro. Divenne dapprima apprendista scrivano, ma nel 1802 si arruolò volontariamente nell'esercito; fu incorporato nel reggimento di fanteria del generale von Winnig in qualità di scrivano reggimentale e ben presto fu promosso sottufficiale.
Dopo la sconfitta prussiana nella guerra della quarta coalizione si arruolò nei freikorps di
Ferdinand von Schill, che lo promosse sergente maggiore e proprio segretario personale.
Sotto Schill Reyher divenne nel 1808 furiere e scrivano reggimentale del 2º Reggimento Ussari del Brandeburgo.
Nel 1809 la situazione politica europea sembrò a Schill favorevole per tentare di liberare il suo Paese dalla dominazione francese; il tentativo fallì, Schill perse la vita a Stralsund in un impari scontro con danesi ed olandesi, e Reyher stesso fu ferito. Con i suoi commilitoni fu incorporato, dopo lo scioglimento dei freikorps, nel Reggimento Ulani della Prussia occidentale; il comandante della brigata, generale Yorck scelse Reyher come attendente.
Dopo aver passato gli esami per ufficiale, nel 1810 divenne sottotenente. L'inizio della guerra della sesta coalizione vide Reyer nello Stato Maggiore della brigata, con cui ebbe un ruolo nella battaglia di Lützen. Combatté a Bautzen e a Katzbach. Passato alle dipendenze del generale Katzeler, servì anche in Francia nella medesima campagna, nel 1814, con soddisfazione dei suoi superiori e venne promosso tenente. Ricevette la croce di ferro di prima classe, uno fra i pochi (sette) tenenti così premiati nel corso della campagna.
Ritornò quindi agli ordini del generale Yorck; durante la campagna del 1815 Reyher
fu ufficiale di Stato Maggiore, fra le altre, alla battaglia di Ligny. Per i suoi meriti divenne maggiore.
Alla fine della guerra Reyher rimase inizialmente in Francia con le truppe d'occupazione, e in Francia, fra l'altro, insegnò alla Scuola di guerra. Nel 1818 tornò in Prussia e servì nello Stato Maggiore generale, di qui in poi la sua carriera subì un'accelerazione: nel 1820 sposò la figlia del governatore von Baumann, nel 1824 divenne capo dello Stato Maggiore del VI Corpo d'armata e il 20 ottobre 1828 divenne parte della nobiltà prussiana, potendosi fregiare da allora del von davanti al cognome. Nel 1830 divenne capo dello Stato Maggiore del corpo d'armata agli ordini del principe Guglielmo, nel 1840 passò al ministero della guerra come capo del dipartimento generale.
Nell'effimero governo Camphausen-Hansemann Reyher fu, per una settimana, ministro della guerra. Fu sua la decisione di rioccupare militarmente Berlino in aprile, dopo che le truppe ne erano state ritirate nel marzo. Il 1º maggio 1848
Reyher divenne capo di Stato Maggiore generale, incarico che tenne fino alla morte. Via via fu anche
membro, per la destra, delle due camere del parlamento prussiano.